# Autonomie juive en Crimée

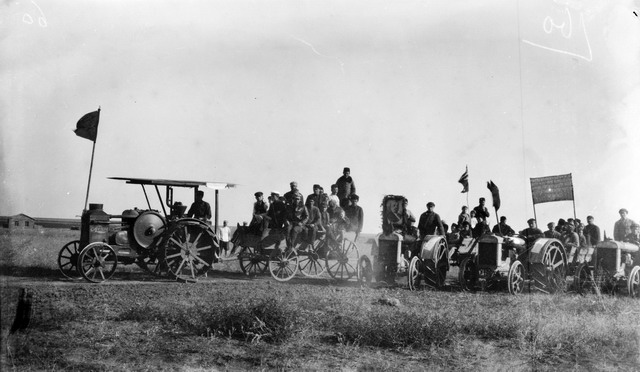
Colons juifs défilant sur leurs tracteurs pour l'anniversaire de la Révolution d'octobre en 1926 à Freidorf en Crimée.

L’autonomie juive en Crimée est l’un des projets par lesquels les autorités soviétiques cherchèrent une option d’organisation territoriale pour la population juive d’URSS. Il se développe pendant les années 1920 et 1930, mais n’aboutit pas, malgré la création en Crimée de plus de quatre-vingts colonies agricoles ou kolkhozes juifs et de deux raions autonomes juifs. Une nouvelle tentative est faite en 1944 sur l’initiative du Comité antifasciste juif, mais elle est rejetée par Joseph Staline. La seule forme d’autonomie juive sera finalement en Russie l’oblast autonome juif, dans le district fédéral extrême-oriental, en Sibérie orientale, constitué sur le territoire de l’oblast de l'Amour.

## Origines du projet d'« agrarisation » des Juifs
En 1917, le Gouvernement provisoire de la république russe supprime la zone de résidence (parfois appelée « Yiddishland », mais ce concept est en fait territorialement et chronologiquement plus vaste) où les Juifs étaient cantonnés par le pouvoir impérial russe depuis 1791. Un grand nombre d’entre eux se déplace dans les années suivantes à l’intérieur des limites de la nouvelle Russie soviétique, notamment pour échapper aux destructions, réquisitions et massacres de la guerre civile russe, ou encore à la famine soviétique de 1921-1922. En nationalisant les terres communautaires, les boutiques privées et les échoppes artisanales, en luttant contre les petits métiers de la rue, la révolution fait disparaître les bases économiques traditionnelles de la population juive, et porte un coup sérieux à ceux qui étaient indigents, les privant de leurs moyens de subsistance. Mais le parti bolchevik désormais seul au pouvoir entend « résoudre la question juive en Russie » en « soviétisant » les Juifs (comme tous les autres peuples soviétiques) et en les écartant des activités considérées comme bourgeoises (la finance, le commerce, le petit artisanat) pour les amener au travail manuel. En raison de la désorganisation de l'économie pendant son étatisation, l’industrie était paralysée en Russie, et la « soviétisation » des Juifs ne pouvait se faire que par la voie d’une « agrarisation », c’est-à-dire de leur transformation en paysans. Ce processus était relativement facile dans les shtetlech, qui se vouaient déjà en partie à l’agriculture et cultivaient leur terroir en commun, mais plus ardu pour les Juifs citadins qu’il fallait encourager fermement à aller peupler les nombreuses terres non cultivées mais propices à l'agriculture, ; pour cela, en janvier 1918, un « commissariat central pour les questions juives » auprès du Commissariat du peuple aux nationalités est créé. Parmi ses attributions, la recherche de terres libres pour l’établissement des Juifs. L’utilité de la création d’une entité territoriale autonome pour les Juifs est confirmée par Lénine lui-même en 1919. À la fin des années 1920 le programme de « reconstruction du corps social de la population juive » est officiellement lancé.
Pour l’organisation et le soutien à ce mouvement, le Comité pour l'installation des Juifs (KomZET), avec à sa tête Piotr Smidovitch (ru) est créé en 1924 par une décision du Praesidium du Comité exécutif central de l’URSS. En décembre c’est le tour de l’organisation éponyme, l’OZET, dirigée par Iouri Larine (ru). Leur tâche est de mobiliser l’opinion publique, en premier lieu à l’étranger, pour soutenir le projet,.

## Premières colonies agricoles juives
De premières colonies agricoles juives ont été établies au début du XIXe siècle dans les gouvernements de Podolie, de Bessarabie, de Kherson, de Iekaterinoslav et de Tauride. Par la suite, la politique d'encouragement de l'agriculture juive est entravée par l'oukase d'Alexandre II du 30 mai 1886.
Les pogroms de l'époque impériale, la guerre civile, la famine soviétique de 1921-1922 et les épidémies font disparaître une partie de ces colonies. Plus généralement, les Juifs quittent les bourgs et les villages ruraux pour chercher du travail dans les grandes villes, et émigrent aussi vers les États-Unis, l'Europe occidentale, la Palestine et les pays d'Amérique latine. La population juive de Crimée passe de 50 043 personnes en 1921 à 39 815 Juifs en 1923, auxquels peuvent être ajoutés 5 688 Karaïmes.
Les organisations sionistes commencent alors à intervenir en Crimée, avec la création en 1919 de centres de formation agricoles pour les futurs émigrants juifs. En 1922-24, le mouvement HeHalutz fonde en Crimée 5 communes agricoles, de 300 personnes au total. Ces communes furent dissoutes par les autorités à la fin des années 1920.
En même temps que sont créées les communes sionistes, commence dans les années 1920 une installation spontanée en Crimée, pour travailler dans l'agriculture, de Juifs venant des villes où sévissent la désorganisation, la famine et le chômage. À la fin 1925, il y a en Crimée 20 colonies agricoles juives, dans lesquelles vivent 600 familles. Les immigrants reçoivent une aide de l'American Jewish Joint Distribution Committee (JDC ou Joint). L'aide étrangère se développe, et aurait couvert pendant les années 1925 - 1929 86 % des dépenses d'installation des émigrants juifs en Crimée.
L'agriculture juive se développe significativement, et dépasse déjà en 1923 (153 298 ha et 75 311 personnes (travailleurs et membres de leurs familles) son niveau de 1917 (119 403 ha et 52 758 personnes).

Installations et matériels des colonies juives de Crimée
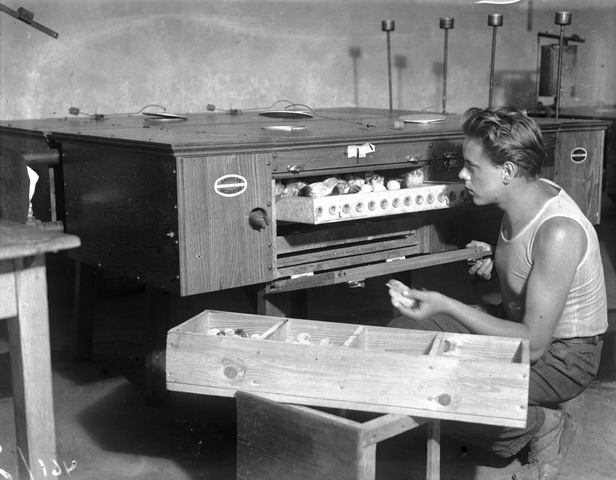
Incubateur de la colonie juive de Larindorf (ru) en 1931.
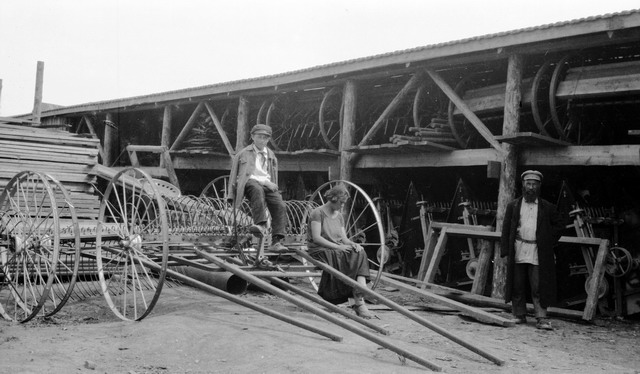
Base de stockage de matériel agricole de l'OZET à Djankoï en 1926.
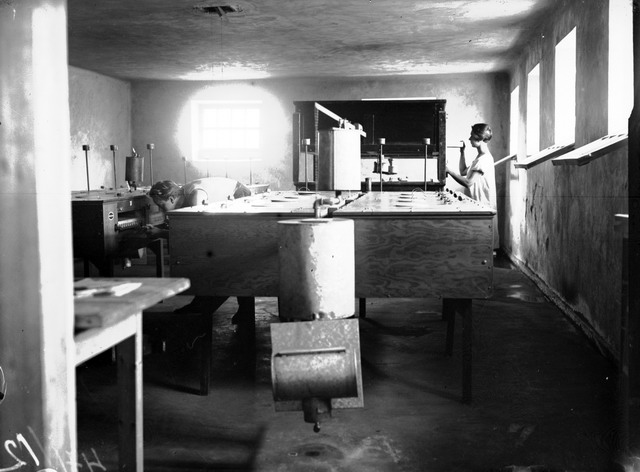
Salle d'incubation de la colonie juive de Larindorf (ru) en 1931.

Les Krymtchaks, communauté juive vivant en Crimée depuis des siècles, prirent à peine part à la création de ces colonies agricoles.

## Soutiens et résistances au projet d'autonomie juive en Crimée
Joseph A. Rosen (ru), directeur du département russe de l'organisation américaine de bienfaisance le Joint, est un des initiateurs de l'idée d'une colonisation juive de la Crimée. Elle fut officiellement lancée par le journaliste Abram Braguine (ru) et par le vice-commissaire aux affaires nationales Grigori Broïdo (ru). Par la suite, Abram Braguine publie en 1924 avec Mikhaïl Koltsov (ru) Судьба еврейских масс в СССР (Le destin des masses juives en URSS), un livre dans lequel ils militent pour la création d'un centre agricole juif.
En décembre 1923, sur décision du Politburo du PCR(b), une commission spéciale est créée pour examen de la question, et placé sous la direction du vice-président du Conseil des commissaires du peuple, Aleksandr Tsiouroupa. Le projet est défendu par Léon Trotski, Lev Kamenev, Nikolaï Boukharine, Gueorgui Tchitcherine et d'autres dirigeants soviétiques. Le président du Præsidium du Soviet suprême, Mikhaïl Kalinine y apporte aussi son soutien au projet dans les Izvestia en juillet 1926 :

« .... seuls les juifs, dispersés parmi les autres nationalités, ne peuvent obtenir leur autonomie nationale, bien qu'ils soient au nombre de 2,5 à 3 millions dans l'Union et que cela leur y donne un droit. »

Le partisan et le militant le plus actif en URSS pour le projet criméen est cependant Iouri Larine (ru).
Le 21 juin 1924, pour appuyer les projets de colonies agricoles juives en Russie et en Ukraine, le programme Agro-Joint est créé par l'American Jewish Joint Distribution Committee. Joseph Rosen, son directeur, promet l'affectation de 15 millions de dollars US, mais il demande en contrepartie l'arrêt de la répression du sionisme, du judaïsme et de la culture hébraïque. Un accord avec Agro-joint est signé en décembre 1924, et le 31 décembre 1927 un nouvel accord de trois ans est conclu. Le 15 février 1929, il est prolongé jusqu'en 1953. Agro-Joint s'y engage à accorder un prêt de 9 millions de dollars sur 17 ans à un taux annuel de 5 % et une aide gracieuse pour trouver d'autres financements.

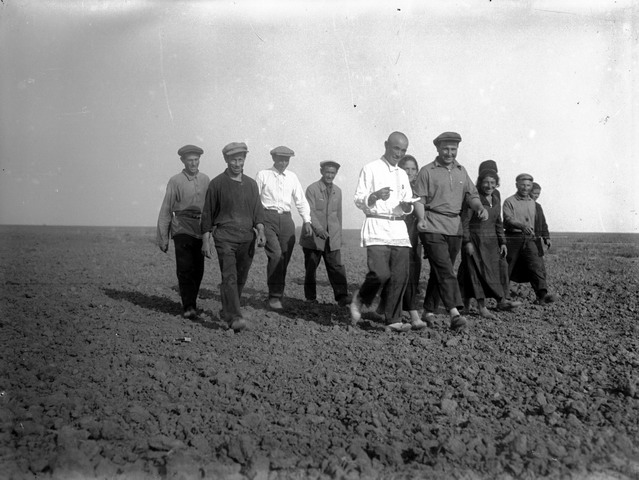
Kolkhoziens juifs et tatars en Crimée à la fin des années 1920.

Parmi les opposants à la création du Comité pour l'installation des Juifs, et plus largement au projet de colonies en Crimée figure en revanche le commissaire du peuple Aleksandr Smirnov (ru). Il déclare qu'une telle « poussée » des masses juives sera une franche injustice dans les relations avec les autres travailleurs. Il est également contre l'autonomie juive. Ce point de vue est soutenu par le commissaire au peuple à la justice de la République socialiste soviétique d'Ukraine, Mykola Skrypnyk et le secrétaire du comité central du PC(b) d'Ukraine, Emmanuel Quiring.
Les autorités de Crimée, sous la direction du président du Comité exécutif central de la République socialiste soviétique autonome de Crimée, Veli Ibramov (ru), s'opposent également au projet.
Facteur plus important contre le projet, selon l'opinion de l'historien Guennadi Kostyrtchenko, il y a dans le sud de l'Ukraine et en Crimée 5 millions de paysans sans terre. Les colons juifs auraient reçu des terres gratuites, du matériel agricole importé, des semences et du bétail de race, et les populations locales se seraient vues proposer de rendre dans l'Oural. Kostyrtchenko fait l'hypothèse que cette présentation a favorisé la croissance de l'antisémitisme en URSS dans la deuxième moitié des années 1920.

## Créations des raïons nationaux juifs

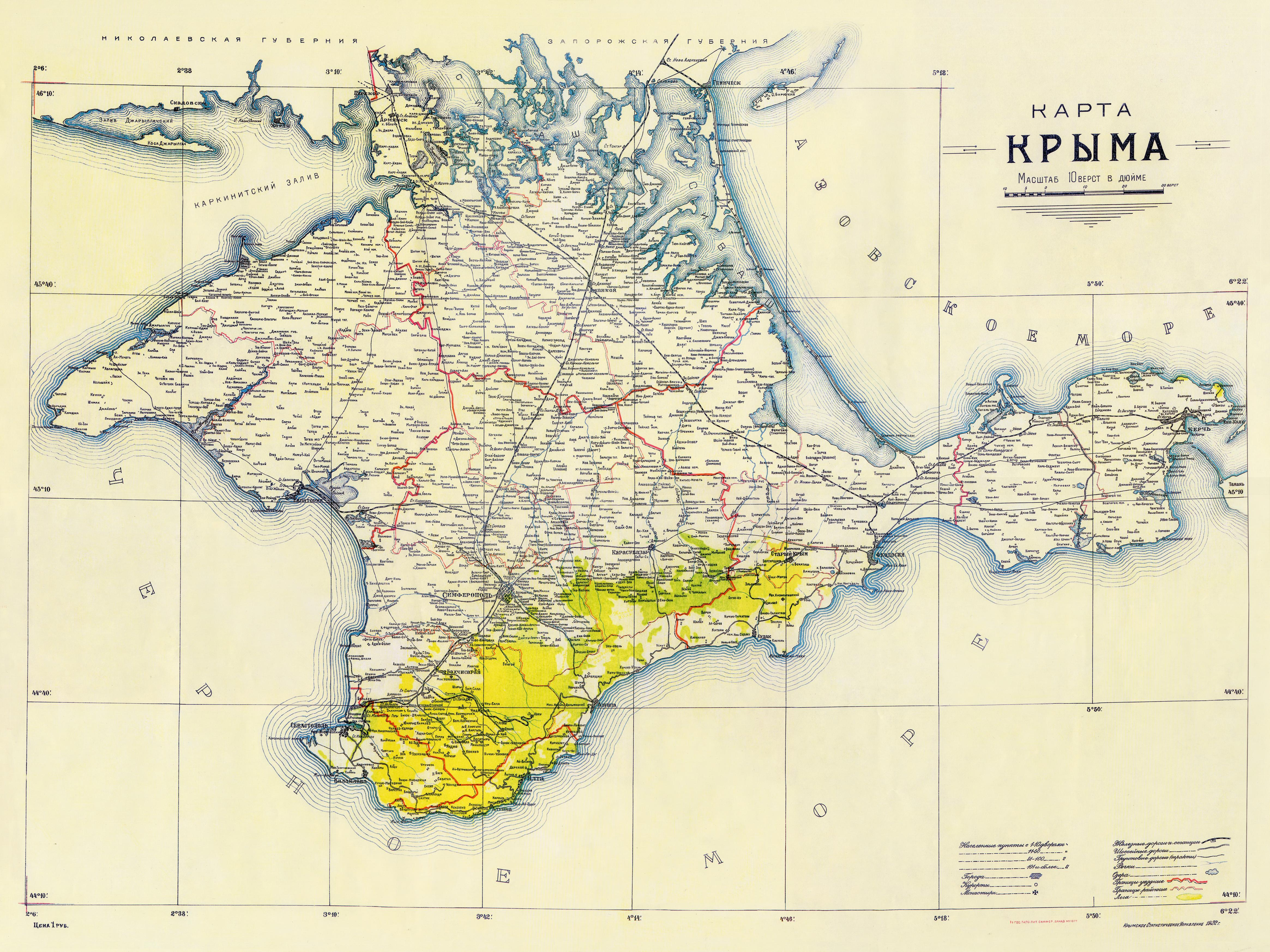
Carte de la Crimée en 1922.

Le KomZET lance le projet de colonisation juive dans le nord et le nord-est de la Crimée, dans des parties de la presqu'île peu habitées et peu favorables à l'agriculture. 342 000 ha sont transférés aux immigrants juifs, principalement dans les raïons d'Eupatoria et de Djankoï. L'immigration organisée commence au printemps 1925, avec le soutien d'Agro-Joint. En 1926, 4 463 Juifs vivent dans les colonies agricoles juives de Crimée.
À partir de 1928, le rythme s'accélère, en lien avec l'affectation de nouvelles parcelles agricoles de taille importante, et aussi comme conséquence de la détérioration des conditions de vie dans les milieux traditionnels juifs. En 1933, la population des colonies juives de Crimée est d'environ 5 000 familles et en tout de 20-22 000 personnes. En 1932 il y a en Crimée 86 colonies agricoles juives, dont quatre communes.
Le 13 octobre 1930, le Raïon national juif de Fraïdorf est créé, avec une superficie de 240 000 ha. La population totale du raïon est d'environ 30 000 habitants, dont 30 % de Juifs. En 1935 est créé un autre raïon national juif, celui de Larindorf. Il intègre les parties nord et est du raïon de Fraïdorfské et 63,5 % de sa population juive.
À partir de 1932 commence un déclin de la population agricole juive en Crimée. Les causes en sont le départ pour les villes, la priorité donnée à l'émigration vers le Birobidjan, la limitation et ensuite l'arrêt des actions d'Agro-Joint.

## Conditions de vie dans les colonies et kolkhozes juifs

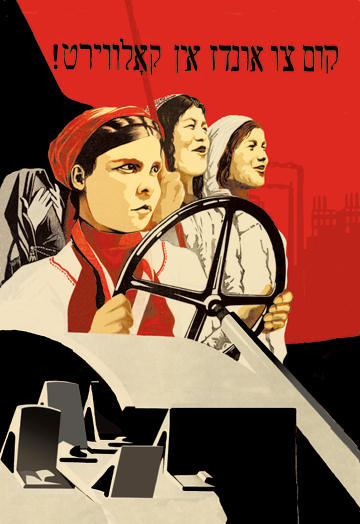
Affiche soviétique de propagande en yiddish (années 1920 ou 1930) - Rejoins-nous au kolkhoze

## Abandon du projet
Le 8 mai 1926, le Politburo du Comité central du PCU(b) prend la décision :

« parallèlement aux travaux en cours dans le nord de la Crimée et dans les marais, d'étudier la question de la possibilité d'un établissement, de surcroit, dans le massif de l'Altaï, après avoir envoyé là-bas selon les procédures soviétiques une commission compétente. »

Kostyrtchenko écrit dans son livre (ru) Тайная политика Сталина. Власть и антисемитизм (La politique cachée de Staline. Pouvoir et antisémitisme):

« Ce qui a fait qu'il n'y a pas eu d'autonomie juive en Crimée en tant que telle, est avant tout que dès le printemps 1927, l'émigration des Juifs vers l'Extrême-Orient fut retenue dans les alternatives. Cette variante dans la résolution de la question juive devint sous le gouvernement de Staline optimale, en particulier sur le plan de la propagande. »

Cette option est censée apporter une solution le problème de l'emploi de dizaines de milliers de commerçants, travailleurs manuels et artisans juifs ruinés et conduits au chômage avec l'abandon de la NEP et éviter l'exacerbation de l'antisémitisme, en favorisant le départ des Juifs des parties européennes et urbanisées de l'URSS vers des régions presque complètement dépeuplées. Une amélioration de la situation démographique de l'Extrême-Orient et la consolidation de la frontière face à la Chine en sont également attendues. La décision est formellement prise le 28 mars 1928 par le Praesidium du comité exécutif central de l'URSS.
L'abandon du projet Crimée se concrétise en 1927, avec cependant le souci de ne pas provoquer une diminution du soutien de l'Agro-Joint. En mai 1929, une initiative de Larine pour dégager des ressources supplémentaires est repoussée par les autorités. Le point de vue de la Yevsektsia, « section juive » du Parti communiste soviétique, qui considérait que le projet criméen n'avait qu'une dimension économique et n'était pas capable de modifier la situation sociale des Juifs, s'impose alors.
Sur le plan de l'organisation administrative, le projet aura atteint son développement maximal dans les années 1927—1930, avec trois raïons nationaux juifs dans le sud de l'Ukraine et deux en Crimée.
En 1936 le raïon de Fraïdorf perd, dans la presse soviétique, la qualification de « national juif » pour celle de « multinational ».

## Sort des colons juifs pendant la guerre
Au début de 1941, la population juive de Crimée est au total d'environ 70 000 personnes, la majorité vivant dans les grandes villes. Celle des 86 kolkhozes juifs est d'environ 17 000 personnes. Lors de la prise de la Crimée par les armées allemandes, en octobre 1941, une majorité des Juifs de Simferopol et Sébastopol et une part significative de ceux de Kertch, Théodosie et Yalta peuvent être évacués. 35 % de ceux des kolkhozes du raïon de Fraïdorf le sont, moins pour les autres colonies rurales.
L'armée allemande procède dès son arrivée à l'enregistrement des Juifs. Les premières exécutions massives ont lieu au bout de quelques semaines, les plus nombreuses à Simferopol et dans ses environs, où au total 23 325 sont exécutés en 1941-1942. C'est ensuite, dans l'hiver 1941-42, le tour des Juifs des raïons de Fraïdorf, de Djankoï et de Maïfeld. Le 13 janvier 1942, 1512 Juifs de Maïfeld et de six autres kolkhozes voisins sont fusillés. La majorité de la population est indifférente à cette tragédie, et quelques paysans tatars et russes collaborent avec les Allemands, de même que quelques krymchaks. Peu aident et sauvent des Juifs. Le 26 avril 1942, la Crimée, où au total 40 000 Juifs auront été exécutés est déclarée « judenfrei ».
Quelques Juifs de Crimée prennent part à la résistance, avec parmi leurs chefs P. Iampolski. Après la libération de la Crimée, en avril mai 1944, les changements démographiques, administratifs et politiques sont multiples. Les Tatars sont expulsés de Crimée en mai 1944. Des Juifs évacués reviennent, dont des paysans des kolkhozes juifs, et leur nombre remonte à 600 familles. En juin 1945 la Crimée devient un oblast, et la plupart des kolkhozes et colonies juives changent de nom : Fraïdorf devient Novoselovski, Larindorf (du nom de ) Pervomaïské et Maïfeld Maïské...

## Lettre du comité antifasciste juif de 1944

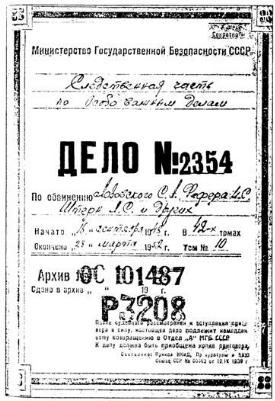
Dossier d'accusation contre le Comité antifasciste juif.

Bien qu'en pratique clos dans les années 1930, le projet criméen a à nouveau été discuté par les organisations juives et des autorités soviétiques pendant la seconde guerre mondiale. Selon Kortyrtchenko, pendant l'été 1943, pendant un voyage aux États-Unis de membres du Comité antifasciste juif, Solomon Mikhoels et Itzik Fefer ont l'autorisation de Viatcheslav Molotov pour discuter d'un soutien matériel à une immigration juive en Crimée, après le retrait nazi. Le sioniste américain D. N. Rosenberg donne un accord pour y apporter des financements privés.
Le 15 février 1944 Mikhoels, Fefer et Chakhno Epstein adressent une lettre à Staline pour proposer de créer une république socialiste soviétique juive de Crimée. La lettre est rédigée par Solomon Losovski. Les arguments pour la création de la république juive sont la réticence des Juifs à revenir dans les régions où la population juive a été massacrée, la nécessité de donner suite à la revendication de l'intelligentsia juive de républiques nationales et la nouvelle poussée de l'antisémitisme. Le projet du Birobidjan est présenté comme trop incertain en raison de son extrême éloignement des lieux d'habitation de « l'ensemble des masses de travailleurs juifs ». Mais cette proposition n'est pas soutenue par la direction soviétique et est une des causes de la détérioration des relations avec le Comité antifasciste qui, selon l'opinion des permanents du Comité central du PCU(b), ne s'occupait pas de ce pour quoi il avait été créé.
Après la fabrication en 1948 par le ministère de la sécurité d'un « complot sioniste », cette lettre fut intégrée au dossier en qualité de preuve d'un plan criminel. La campagne antisémite Cosmopolite sans racine est lancée. Lozovski est exclu du parti communiste, avec comme motif « discussions dans le dos du Comité central du PCU(b) avec le Comité antifasciste juif dans le but d'accomplir un plan des cercles capitalistes américains pour la création d'un Etat juif en Crimée ». Ces accusations sont renouvelées en 1952, lors du procès des intellectuels juifs qui précéda la Nuit des poètes assassinés.